# ウォンサワーン
ウォンサワーン（ラーオ語:ວົງສະຫວ່າງ、ラテン文字転写:Vong Savang, 1931年9月27日 - 1980年？）は、ラオス王国最後の王太子。

## 生涯
サワーンワッタナー国王とカムプイ王妃の長男としてルアンパバーンの王宮で生まれた。モンペリエ大学とパリ政治学院で学ぶ。
1962年10月20日の立太子とともにマニライ妃と結婚、4男3女を儲けた。1975年の共産主義革命後も、退位した前国王と共にルアンパバーンの王宮に留まっていたが、1977年に両親と共に身柄を拘束され、北部ヴィエンサイの「再教育キャンプ」に収容された。これは、反体制勢力が前国王を擁立して政権転覆を図っているとの情報があったためと言われている。ウォンサワーンは1978年から1981年頃の間に死去したと言われているが、死因は極度の栄養失調なのか、他殺なのかについては不詳である。現在のラオス国内では、政治的状況からこのことを話題にするのはタブー視されているという。